# Nadrensee
Nadrensee  er en by og kommune i det nordøstlige Tyskland, beliggende i Amt Löcknitz-Penkun i den sydøstlige del af Landkreis Vorpommern-Greifswald. Landkreis Vorpommern-Greifswald ligger i delstaten Mecklenburg-Vorpommern.

## Geografi
Kommunen er beliggende mellem tre søer på en højde mellem floddalene til Oder- og Randow i den sydøstligste del af Mecklenburg-Vorpommern, og grænser mod øst op til Polen og mod syd til delstaten Brandenburg. I østenden af kommunen ligger med 14° 24' østlig længde, det østligste punkt i Mecklenburg-Vorpommern.
I kommunen ligger ud over Nadrensee, landsbyen Pomellen og bebyggelserne Neuenfeld, Hohenhof og Forsthaus.

### Trafik
I Pomellen er der en motorvejsgrænseovergang, hvor motorvejen A 11 fører ind i Polen. Nærmeste banegård er Bahnhof Tantow, der ligger syv kilometer væk i den brandenburgske by Tantow. Bahnhof Rosow, omkring tre kilometer fra Nadrensee, var fra 1896 til 1980 i drift. Herfra gik en sidebane til en grusgrav ved Nadrensee.

## Eksterne kilder og henvisninger
1. ↑  Horst Regling, Dieter Grusenick, Erich Morlok, Die Berlin-Stettiner Eisenbahn, transpress, Stuttgart 1996, S. 73.

- Wikimedia Commons har flere filer relateret til Nadrensee
- Byens side på amtets websted
- Befolkningsstatistik (Webside ikke længere tilgængelig)